# آروين كاردولوس
آروين كاردولوس (مواليد 10 أغسطس 1964) هو مبارز بالسيف هولندي، مثّل بلاده في الألعاب الأولمبية الصيفية 1988.

## روابط خارجية
آروين كاردولوس على موقع الاتحاد الدولي للمبارزة (الإنجليزية)
- آروين كاردولوس على موقع اللجنة الأولمبية الدولية (الإنجليزية)
- آروين كاردولوس على موقع أوليمبيديا (الإنجليزية)